# Cynorkis alborubra
Cynorkis alborubra är en orkidéart som beskrevs av Rudolf Schlechter. Cynorkis alborubra ingår i släktet Cynorkis, och familjen orkidéer. Inga underarter finns listade i Catalogue of Life.